# Renograma
Un renograma es un estudio de medicina nuclear que se basa en el seguimiento imageneologico y gráfico durante un tiempo determinado, de la radiactividad procedente de los riñones, posterior a la inyección intravenosa de un radionúclido que es tomado y excretado por estos órganos, para evaluar su función.

## Tipos de renograma

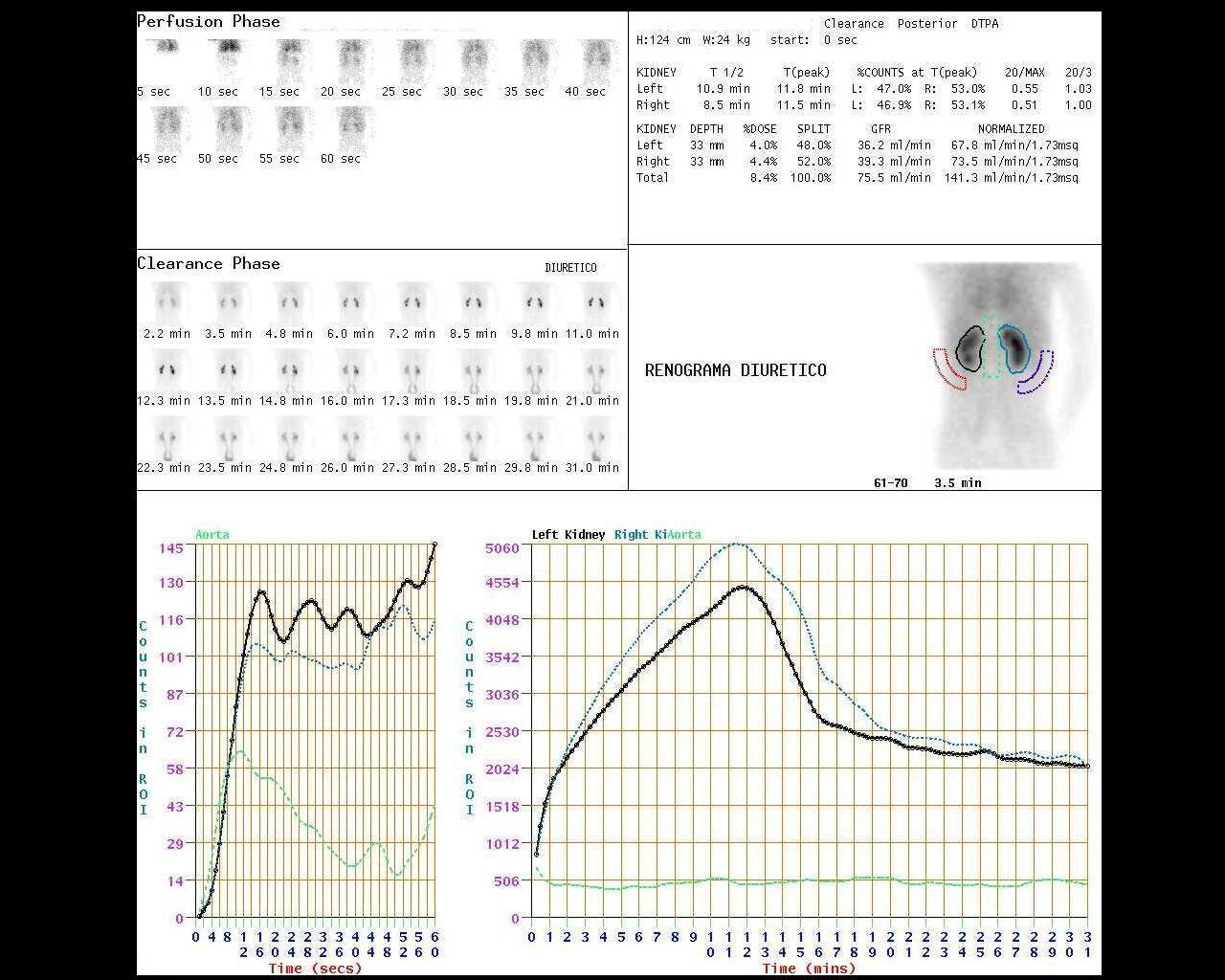
Renograma DTPA

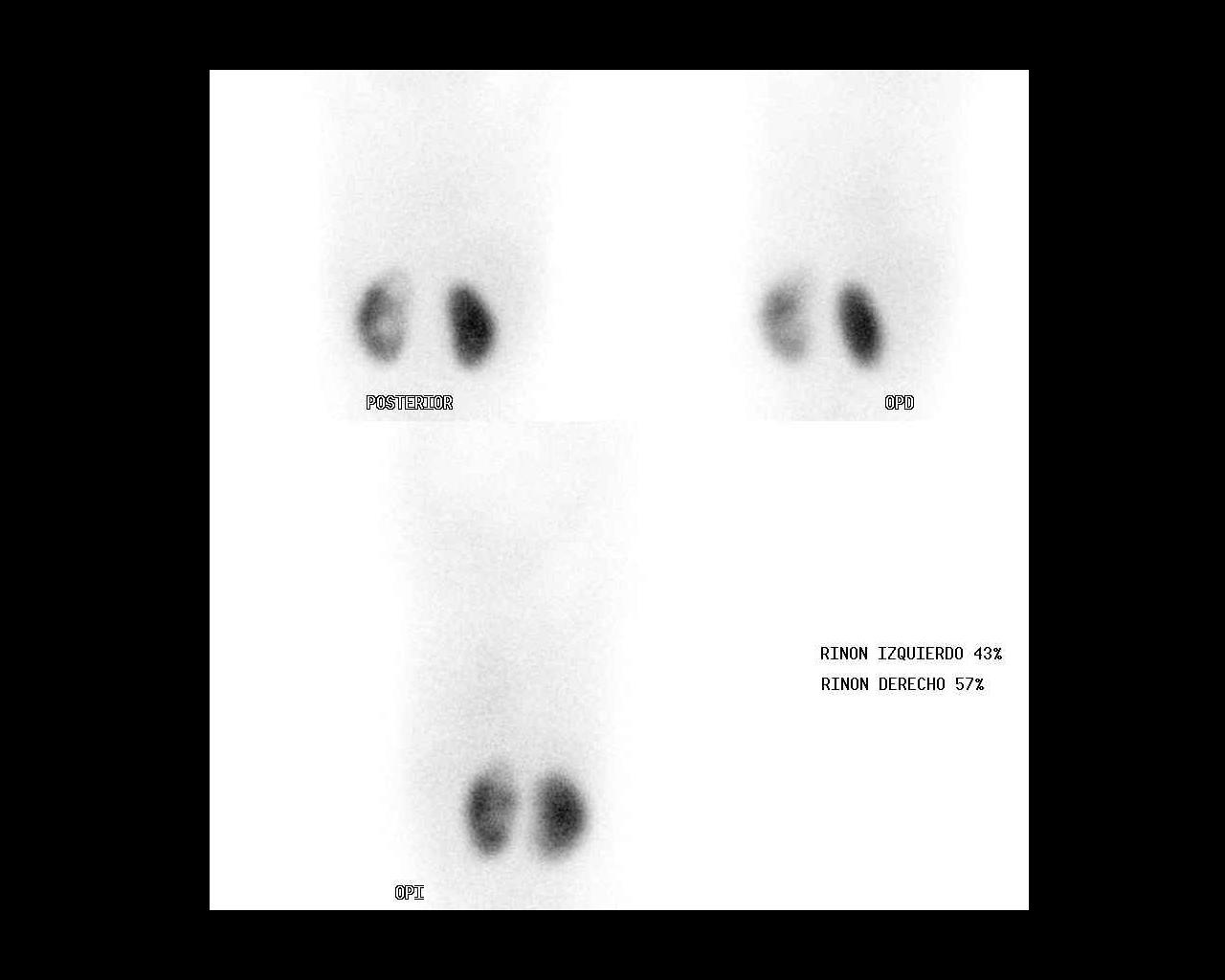
Renograma cortical con DMSA

1. Renograma secuencial isotópico con o sin diurético: Está indicado en la valoración de la filtración glomerular, insuficiencia renal, cálculo de función renal diferencial, uropatía obstructiva, trastornos vasculares renales, trasplante renal, urgencias urológicas, y comprobación de los resultados de la cirugía. Los radiofarmacos más usados son: Tc99m-MAG3 (mercapto-acetil-triglicina), que valora flujo plasmático renal efectivo o El Tc99m-DTPA (ácido dietilentriaminopentacético), que valora filtración glomerular
2. Renograma post captopril: Estudia funcionalmente la hipertensión de origen renovascular y predice la respuesta al manejo. (se usan los mismos radio-fármacos que en el estudio anterior)
3. Renograma cortical: La gamma grafía cortical renal está indicada en la detección de pielonefritis aguda y cicatrices renales, valoración de anomalías congénitas, cálculo de la función renal relativa, el radio fármaco usado comúnmente es: Tc99m-DMSA (ácido dimercaptosuccínico).

## Control de calidad de los fármacos más utilizados
Instrucciones generales
- Preparar las dos cámaras cromatográficas de papel Whatman: adicionar 1 ml de metiletilcetona en una y solución salina fisiológica en la otra, con micropipeta o jeringuilla.
- Cortar las tiras según el Rf del radiofármaco en cada solvente:

Para DTPA y DMSA:
| Solvente                   | MEC     | SSF     |
| Rf 99mTc-DTPA y 99mTc-DMSA | 0.0     | 0.9-1.0 |
| Rf 99mTcO4-                | 0.9-1.0 | 0.9-1.0 |
| Rf 99mTcO2                 | 0.0     | 0.0     |
Para MGA3:
| Solvente      | Octanol | SSF |
| Rf 99mTc-MAG3 | 0.0     | 1.0 |
| Rf 99mTcO4-   | 1.0     | 1.0 |
| Rf 99mTcO2    | 0.0     | 0.0 |
SSF: Solición Salina Fiosiológica (NaCl 0,9%)		MEC: metiletilcetona
- Determinar el número de conteos en el contador de pozo de las partes correspondientes a cada tira.
- Calcular los porcientos de marcaje del radiofármaco según:

Para DTPA y DMSA:
En MEC:	% 99mTcO4- = cpm (PS) x 100/ (cpm (PS) + cpm (PI))
En SSF:	% Radiocoloides = cpm (PI) x 100/ (cpm (PS) + cpm (PI))
% 99mTc-DTPA o % 99mTc-DMSA = 100 – (% 99mTcO4- + % Radiocoloides)

Para MAG3:
En Octanol: % 99mTcO4- = cpm (PS) x 100/ (cpm (PS) + cpm (PI))
En SSF:	  % Radiocoloides = cpm (PI) x 100/ (cpm (PS) + cpm (PI))
% 99mTc-MAG3= 100 – (% 99mTcO4- + % Radiocoloides)

PS: Parte superior de la tira		PI: Parte Inferior de la tira
Siempre que el porcentaje de marcaje sea igual o superior al 90%, se podrá administrar el radiofármaco a los pacientes.